# 알레한드로 산스
알레한드로 산체스 피사로(Alejandro Sánchez Pizarro, 1968년 12월 18일 ~ )는 알레한드로 산스(Alejandro Sanz)라는 이름으로 더 잘 알려진 스페인의 가수이다.